# Lijst van premiers van Dominica
Hieronder staat een chronologische lijst van premiers van Dominica.

## Premiers van Dominica (1960-heden)
| Nr. | Premier | Premier                           | Ambtsperiode                     | Partij                         |
| --- | ------- | --------------------------------- | -------------------------------- | ------------------------------ |
| 1   |         | Franklin Baron (1923-2004)        | 1 januari 1960 - 21 januari 1961 | Dominica United People's Party |
| 2   |         | Edward Oliver LeBlanc (1923-2004) | 21 januari 1961 - 27 juli 1974   | Dominica Labour Party          |
| 3   |         | Patrick John (1938-2021)          | 28 juli 1974 - 25 juni 1979      | Dominica Labour Party          |
| 4   |         | Eugenia Charles (1919-2005)       | 21 juli 1980 - 14 juni 1995      | Dominica Freedom Party         |
| 5   |         | Edison James (1943)               | 14 juni 1995 - 3 februari 2000   | United Workers' Party          |
| 6   |         | Rosie Douglas (1941-2000)         | 3 februari 2000 - 1 oktober 2000 | Dominica Labour Party          |
| 7   |         | Pierre Charles (1954-2004)        | 3 oktober 2000 - 6 januari 2004  | Dominica Labour Party          |
| 8   |         | Roosevelt Skerrit (1972)          | 8 januari 2004 - heden           | Dominica Labour Party          |